# Manoir de la Grand'Cour (Taden)
Le manoir de la Grand'Cour est situé à Taden, en France.

## Localisation
Le manoir est situé sur la commune de Taden, près de l'église, dans le département des Côtes-d'Armor, dans la région Bretagne.

## Description
Le manoir s'élève au centre d'un espace enclos, il était la principale résidence seigneuriale de la vicomté de Taden, relevant de Dinan. C'est un exemple de logis-porche. Le bâtiment se compose de deux parties : la résidence seigneuriale au nord, une seconde résidence au sud. Au rez-de-chaussée, ces deux résidences sont séparées par une porte charretière. La tourelle d'escalier semble contemporaine du reste de l'édifice. La porte comporte un tympan lisse qui portait autrefois un blason peint. La tourelle est couronnée d'une plateforme flanquée d'un tourillon en encorbellement.

## Historique
Il a été acheté par la commune en 1991. Il fut notamment la possession des Quédillac. La souche de cheminée a été restituée d'après un modèle du XVe siècle.
Le manoir est classé au titre des monuments historiques par arrêté du 4 juin 1993.